# Alexandre Bardenet
Alexandre Bardenet (Saint-Saulve, 26 de mayo de 1990) es un deportista francés que compite en esgrima, especialista en la modalidad de espada.
Ganó tres medallas en el Campeonato Mundial de Esgrima entre los años 2019 y 2023, y tres medallas en el Campeonato Europeo de Esgrima entre los años 2022 y 2025.
Participó en los Juegos Olímpicos de Tokio 2020, ocupando el quinto lugar en la prueba por equipos.

## Palmarés internacional
| Campeonato Mundial | Campeonato Mundial | Campeonato Mundial | Campeonato Mundial |
| Año                | Lugar              | Medalla            | Prueba             |
| ------------------ | ------------------ | ------------------ | ------------------ |
| 2019               | Budapest (Hungría) | Medalla de oro     | Espada por equipos |
| 2022               | El Cairo (Egipto)  | Medalla de oro     | Espada por equipos |
| 2023               | Milán (Italia)     | Medalla de plata   | Espada por equipos |
| Campeonato Europeo |                    |                    |                    |
| Año                | Lugar              | Medalla            | Prueba             |
| 2022               | Antalya (Turquía)  | Medalla de bronce  | Espada por equipos |
| 2024               | Basilea (Suiza)    | Medalla de oro     | Espada por equipos |
| 2025               | Génova (Italia)    | Medalla de oro     | Espada por equipos |